# Łomża (gmina)
Pour les articles homonymes, voir Łomża (homonymie).
Łomża est une gmina rurale du powiat de Łomża, Podlachie, dans le nord-est de la Pologne. Son siège est la ville de Łomża, bien qu'elle ne fasse pas partie du territoire de la gmina.
La gmina couvre une superficie de 207,41 km2 pour une population de 9 920 habitants.

## Géographie
La gmina inclut les villages d'Andrzejki, Bacze Suche, Bacze-Lipnik, Boguszyce, Bożenica, Chojny Młode, Czaplice, Dłużniewo, Gać, Giełczyn, Grzymały Szczepankowskie, Janowo, Jarnuty, Jednaczewo, Kisiołki, Konarzyce, Koty, Łochtynowo, Lutostań, Mikołajew, Mikołajki, Milewo, Modzele-Skudosze, Modzele-Wypychy, Nowe Kupiski, Nowe Wyrzyki, Pniewo, Podgórze, Puchały, Rubinówka, Rybno, Siemień Nadrzeczny, Siemień-Rowy, Sierzputy Młode, Stara Łomża nad Rzeką, Stara Łomża przy Szosie, Stare Chojny, Stare Kupiski, Stare Modzele, Stare Sierzputy, Wygoda et Zawady.
La gmina borde la ville de Łomża et les gminy de Mały Płock, Miastkowo, Nowogród, Piątnica, Rutki, Śniadowo, Wizna et Zambrów.